# Royal Academy of Engineering
A Royal Academy of Engineering é uma sociedade científica do Reino Unido envolvida com engenharia.

## História
Fundada em 1976, a academia foi inicialmente conhecida como Fellowship of Engineering. Uma carta régia foi concedida em 1983 e o nome "Royal Academy of Engineering" foi adotado em 1992.